# 髙橋明希
髙橋 明希（たかはし あき、1976年7月31日 - ）は、日本の実業家であり、株式会社武蔵境自動車教習所の代表取締役社長。
シリコンバレーに拠点を置く「ブリリアントホープ」の創設者で、
ミドルシニア世代に特化した芸能事務所 株式会社STAGEに所属する文化人タレントとしても活動中。
交通心理学やダイバーシティ経営の分野で専門家としての地位を確立し、将来的には報道やドキュメンタリー番組のコメンテーター、経済のスペシャリストとしてのキャリアを目指している。

## 経歴
東京都で生まれ、白百合学園高等学校を卒業後、獨協大学経済学部に進学。
大学卒業後、家業である株式会社武蔵境自動車教習所に入社し、2009年に早稲田大学ビジネススクールでMBAを取得し、同年に代表取締役社長に就任した。
彼女は、スタンフォード大学APARC（アジアパシフィック研究センター）、US-Asia Technology Management Centerの客員研究員としてデザイン思考を研究し、日本企業のイノベーション促進に努め、2017年に「ブリリアントホープ」を設立。現在も日本とアメリカの架け橋として活動を続けている。

## ダイバーシティ経営と交通インフラへの取り組み
障がい者、高齢者、LGBTQ+の採用促進を通じたダイバーシティ経営に注力し、2014年には経済産業省から賞を受賞している。
さらに、高齢化と人材不足による交通インフラの問題に取り組み、交通心理学の専門知識を生かして持続可能な交通システムの構築を推進している。

## 社会貢献とチャリティ活動
東日本大震災で被災した子供たちへの支援や、児童養護施設の学生への無料運転教習を提供し、社会貢献活動にも積極的に取り組んでいる。
また、会社として年間4,000万円の予算をチャリティ活動に充て、地域社会への支援を重視している。

## 家族
2011年に結婚し、2012年に子供を出産するも2013年に離婚。その後はシングルマザーとして子育てとキャリアの両立を図りながら、ビジネスや社会貢献活動に積極的に取り組んでいる。

## 芸歴
フジテレビ「めざまし8」のコメンテーターとしての経験を持ち、日経ビジネスオンラインで「教習所のムスメが行く！」の連載も執筆していた。

## 受賞歴と評価
「おもてなし経営企業選50」（2012年）、ダイバーシティ経営（2014年）、「日本でいちばん大切にしたい会社大賞」（2019年）など、数々の賞を受賞。企業経営と社会貢献活動において高い評価を得ている。

## 将来の展望
報道やドキュメンタリー番組のコメンテーター、経済のスペシャリストとしてのキャリアを目指している。
持続可能な成長と社会的影響力の拡大を目指し、リーダーシップを発揮していく意向である。

## 主張と理念
「人の可能性は無限大」という信念のもと、学びと自己啓発を重視した経営を実践。競争しないで選ばれるという哲学を掲げ、企業の持続可能な成長を目指している。
経営理念　「共尊共栄　精一杯伝えよう感謝を 精一杯育てよう可能性を 精一杯生きよう未来のために」という理念を会社で掲げている。

## メディア露出
経営者としての経験と専門知識を活かし、メディアに多く登場。過去の連載やコメンテーターとしての活動を通じ、広く社会に影響を与えている。
- めざまし8
- 教習所のムスメが行く！(日経ビジネス電子版)[6]
- 日経トップリーダー「マンスリー」
- 日経BP
- 倫理法人会講師